# Coralloïta
La coralloïta és un mineral de la classe dels fosfats. Rep el nom en honor de Giorgio Corallo (13 d'agost de 1937, Gènova, Itàlia -), col·leccionista de minerals italià, qui va trobar per primera vegada diversos minerals nous a Ligúria, incloent la cassagnaïta, la gravegliaïta i la reppiaïta.

## Característiques
La coralloïta és un arsenat de fórmula química Mn²⁺Mn³⁺₂(AsO₄)₂(OH)₂(H₂O)₄. Va ser aprovada com a espècie vàlida per l'Associació Mineralògica Internacional l'any 2010, sent publicada per primera vegada el 2012. Cristal·litza en el sistema triclínic. Estructuralment es troba relacionada amb el grup de l'arthurita, la bermanita i l'ercitita.
Segons la classificació de Nickel-Strunz, la coralloïta pertany a «08.DC: Fosfats, etc, només amb cations de mida mitjana, (OH, etc.):RO₄ = 1:1 i < 2:1» juntament amb els següents minerals: nissonita, eucroïta, legrandita, strashimirita, arthurita, earlshannonita, ojuelaïta, whitmoreïta, cobaltarthurita, bendadaïta, kunatita, kleemanita, bermanita, kovdorskita, ferristrunzita, ferrostrunzita, metavauxita, metavivianita, strunzita, beraunita, gordonita, laueïta, mangangordonita, paravauxita, pseudolaueïta, sigloïta, stewartita, ushkovita, ferrolaueïta, kastningita, maghrebita, nordgauïta, tinticita, vauxita, vantasselita, cacoxenita, gormanita, souzalita, kingita, wavel·lita, allanpringita, kribergita, mapimita, ogdensburgita, nevadaïta i cloncurryita.
L'exemplar que va servir per a determinar l'espècie, el que es coneix com a material tipus, es troba conservat al Museu de Mineralogia del Departament de Geosciències de la Universitat de Pàdua, a Itàlia, amb el número de catàleg: 2010-001.

## Formació i jaciments
Va ser descoberta a la mina Monte Nero, situada a la localitat de Rocchetta di Vara, a la província de La Spezia (Ligúria, Itàlia). També ha estat descrita a la mina Valletta, a la localitat de Vallone della Valletta, dins la província de Cuneo (també a Itàlia), i a dos indrets del cantó suís dels Grisons: Falotta i Splügen. Aquests indrets són els únics de tot el planeta on ha estat descrita aquesta espècie mineral.